# Werner Schildhauer

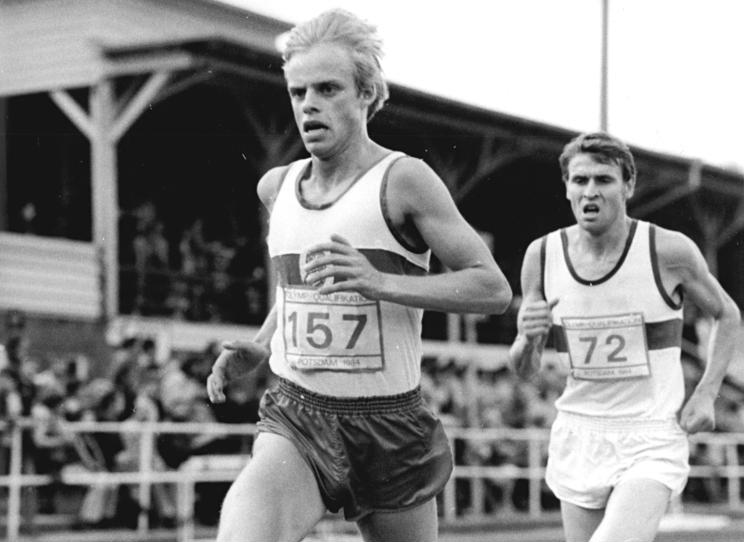
Werner Schildhauer (à droite) en seconde position du 10 000 mètres derrière Hansjörg Kunze (1984)

Werner Schildhauer, né le 5 juin 1959 à Dessau-Roßlau, est un athlète est-allemand, coureur de demi-fond et de fond. 
Schildhauer a pris part aux Jeux olympiques d'été de 1980 à Moscou, terminant septième sur 10 000 m. Aux championnats d'Europe de 1982, il remporta l'argent sur 5 000 m et 10 000 m. Il répéta ces performances l'année suivante au niveau mondial.

## Palmarès

### Jeux olympiques d'été
- 1980 à Moscou ( Union soviétique)
  - 7e sur 10 000 m
- 1984 à Los Angeles ( États-Unis)
  - absent pour cause de boycott des pays de l'Est

### Championnats du monde d'athlétisme
- 1983 à Helsinki ( Finlande)
  -  Médaille d'argent sur 5 000 m
  -  Médaille d'argent sur 10 000 m

### Championnats d'Europe d'athlétisme
- 1982 à Athènes ( Grèce)
  -  Médaille d'argent sur 5 000 m
  -  Médaille d'argent sur 10 000 m

### Championnats d'Europe junior d'athlétisme
- Championnats d'Europe junior d'athlétisme de 1977 à Donetsk ( Union soviétique)
  -  Médaille d'argent sur 3 000 m